# Woodruff (Arizona)
Pour les articles homonymes, voir Woodruff.
Woodruff est une census-designated place du comté de Navajo, dans l'État de l'Arizona, aux États-Unis. En 2020, elle compte une population de 154 habitants.